# Wörschach
Wörschach là một đô thị thuộc huyện Liezen bang Steiermark, nước Áo. Đô thị Wörschach có diện tích 42,88 km², dân số thời điểm cuối năm 2008 làn 1177 người.